# Фторсиликаты
Кремнефториды — соли кремнефтористоводородной кислоты, имеющие в своём составе анионы SiF62- и SiLF5- (L = H2O, NH3, RNH2, R2N), а также ионы F-, SiF5L-: Na2SiF6 — гексафторосиликат натрия, K3SiF7 (KF·K2SiF6) — гептафторосиликат калия, Na3Si2F11 (Na2SiF6·NaSiF5) — ундекафторосиликат натрия, Na4Si3F16 (Na2SiF4·2NaSiF5) — гексадекафторотрисиликат натрия.

## Свойства
Безводные фторсиликаты являются термически неустойчивыми и при нагревании разлагаются до соответствующих фторидов:
{\displaystyle {\mathsf {Na_{2}[SiF_{6}]\rightarrow 2NaF+SiF_{4}}}}
При действии щелочей фторсиликаты гидролизуются с образованием гидратов диоксида кремния, силикатов и фторидов металлов:
{\displaystyle {\mathsf {Na_{2}[SiF_{6}]+4NaOH\rightarrow SiO_{2}+6NaF+2H_{2}O}}}
Концентрированные сильные кислоты разлагают фторсиликаты до фтороводорода и тетрафторида кремния:
{\displaystyle {\mathsf {Na_{2}[SiF_{6}]+H_{2}SO_{4}\rightarrow Na_{2}SO_{4}+2HF+SiF_{4}}}}

## Получение и применение
Фторсиликаты получают обменными реакциями из солей соответствующих солей действием гексафторокремниевой кислоты:
{\displaystyle {\mathsf {2KCl+H_{2}SiF_{6}\rightarrow K_{2}SiF_{6}+2HCl}}}
Фторсиликаты применяют в качестве компонентов флюсов при пайке и сварке металлов, как флотореагенты, для фторирования воды, получения кремния электроосаждением из фторсодержащих расплавов.